# Spominski znak Fernetiči 1991
Spominski znak Fernetiči 1991 je spominski znak Slovenske vojske, ki se podeli udeležencem osvoboditve mejnega prehoda Fernetiči leta 1991.

## Opis
Spominski znak FERNETIČI 1991 ima obliko ščita sive barve. Na sredini znaka je tank, v ozadju pa mejni prehod. V zgornjem delu znaka je napis FERNETIČI, v spodnjem delu pa datum 2. VII. in pod njim letnica 1991. (Odredba št. 960-01-20/98-1 ministra za obrambo RS.)

## Nadomestne oznake
Nadomestna oznaka je modre barve z zlatim lipovim listom, ki ga križa puška.

## Nosilci
- seznam nosilcev spominskega znaka Fernetiči 1991